# Ryszard Morawski
Ryszard Morawski (ur. 2 marca 1933 w Warszawie, zm. 29 sierpnia 2023) – polski malarz batalistyczny, rysownik, projektant zabawek oraz twórca figurek żołnierzy polskich wojsk z różnych epok.

## Życiorys
Studiował malarstwo na Akademii Sztuk Pięknych w Warszawie u Michała Byliny. Uczeń Antoniego Włodzimierza Trzeszczkowskiego. Swoje ilustracje publikował między innymi na łamach komiksowego czasopisma „Relax” (1976-1981), w którym pełnił również funkcję redaktora graficznego. Malarstwo związane tematycznie z wojskiem uprawia od ponad pół wieku. Jego liczne obrazy olejne i gwasze zdobią prywatne kolekcje w kraju i za granicą. Szczególnie bliska jest mu epoka napoleońska.

## Wybrana twórczość
Seria Wojsko Księstwa Warszawskiego – złożona z 5 albumów:
1. Kawaleria (33 kolorowe ilustracje ukazujące 4 formacje jazdy: strzelców konnych, kirasjerów, huzarów i krakusów);
2. Generalicja, sztaby (42 kolorowe ilustracje);
3. Artyleria, inżynierowie, saperzy (50 kolorowych ilustracji, w tym 3 rozkładówki);
4. Ułani, gwardie honorowe, pospolite ruszenie, żandarmeria konna (189 kolorowych ilustracji);
5. Piechota, gwardie narodowe, weterani (165 ilustracji kolorowych, 3 ilustracje czarno-białe).

Seria Wojsko polskie w służbie Napoleona – złożona z 3 albumów:
1. Legia Nadwiślańska. Lansjerzy Nadwiślańscy (85 kolorowych ilustracji);
2. Gwardia: szwoleżerowie, Tatarzy, eklererzy, grenadierzy (86 kolorowych ilustracji);
3. Legiony Polskie we Włoszech. Legia Naddunajska. Legia Polsko-Włoska. Legia Północna (116 kolorowych ilustracji).

## Publikacje
Albumy:
- Ryszard Morawski, Henryk Wielecki: Wojsko Księstwa Warszawskiego. Kawaleria, 1992, ISBN 83-11-07956-0.
- Ryszard Morawski, Henryk Wielecki: Wojsko Księstwa Warszawskiego. Generalicja, sztaby, 1996, ISBN 83-11-08511-0.
- Ryszard Morawski, Andrzej Nieuważny: Wojsko Księstwa Warszawskiego. Artyleria, inżynierowie, saperzy, 2004, ISBN 83-85314-18-0; 2011, ISBN 978-83-61229-02-5.
- Ryszard Morawski, Adam Paczuski: Wojsko Księstwa Warszawskiego. Ułani, gwardie honorowe, pospolite ruszenie, żandarmeria konna. Tom I-II, 2009, ISBN 978-83-61229-03-2.
- Ryszard Morawski, Adam Paczuski: Wojsko Księstwa Warszawskiego. Piechota, gwardie narodowe, weterani. Tom I-II, 2014, ISBN 978-83-61229-05-6.
- Ryszard Morawski, Sławomir Leśniewski: Wojsko polskie w służbie Napoleona. Legia Nadwiślańska. Lansjerzy Nadwiślańscy. 2008, ISBN 978-83-61229-00-1.
- Ryszard Morawski, Andrzej Nieuważny: Wojsko polskie w służbie Napoleona. Gwardia: szwoleżerowie, Tatarzy, eklererzy, grenadierzy. 2008, ISBN 978-83-61229-01-8.
- Ryszard Morawski, Andrzej Dusiewicz: Wojsko polskie w służbie Napoleona. Legiony Polskie we Włoszech. Legia Naddunajska. Legia Polsko-Włoska. Legia Północna. 2010, ISBN 978-83-61229-04-9.

Pocztówki:
- Ryszard Morawski. Mundur polski 1797-1815. Warszawa 2010. Kolekcja pocztówek (10 serii po 9 sztuk, format 14,8 × 10,4 cm)
- Ryszard Morawski: Józef Antoni Poniatowski 1763 – 1813; publikacja pamiątkowa z okazji 200-lecia śmierci księcia Józefa A. Poniatowskiego. Warszawa 2012. Seria pocztówek (12 sztuk + broszura, format 21 × 14,8 cm)
- Ryszard Morawski. Napoleon Bonaparte i jego dzielni dowódcy. Warszawa 2016, Seria pocztówek (9 sztuk, format 14,8 × 10,4 cm)

Kalendarze:
- Ryszard Morawski. Wojsko Księstwa Warszawskiego. Kawaleria [kalendarz] 1992
- Ryszard Morawski. Poniatowski i inni [kalendarz] 2013

## Recenzje
- Maciej Rosalak: Śladem ułanów i szwoleżerów. Uważam Rze HISTORIA, nr 9 grudnia 2012 str. 92-93
- Michał Karpowicz: Karabela w mundurze. Za mundurem panny sznurem – może to znowu ma sens. W sieci Historii, nr 4 (11) kwiecień 2014
- Allan Chappet: L’armée du duché de Varsovie. RSN Reuve du Souvenir Napoléonien nr 490 str. 63
- Allan Chappet: La Légion Polonaise. RSN Reuve du Souvenir Napoléonien nr 491 str. 68
- Allan Chappet: L’armée du duché de Varsovie. RSN Reuve du Souvenir Napoléonien nr 499 str. 59
- Markus Stein: Rezension: Polnische Truppen der Napoleonischen Zeit